# 1695
Cette page concerne l'année 1695  du calendrier grégorien.
L'année 1695 est une année commune qui commence un samedi.

## Événements
- 6 février : mort d'Ahmet II. Début du sultanat ottoman de Mustafa II (fin en 1703)[1].
- 24 mai : une flotte anglo-espagnole attaque le Cap-Français à Saint-Domingue[2].
- 26 juin : le Parlement écossais octroie le monopole du commerce vers l'Afrique et les Indes à la Compagnie écossaise de Darién[3]. La tentative d’installer une colonie écossaise en Amérique centrale échouera. Guillaume III d'Orange est soucieux de ne pas s’aliéner l’Espagne dans sa lutte contre Louis XIV.
- Août - septembre : le khan de Dzoungarie Galdan envahit de nouveau le pays Khalkha[4].
- 10 novembre : fondation de l’Ordre libanais maronite, encouragé par le patriarche Étienne Al-Douaihi[5].

- Côte de l'Or : début du règne de Osei Toutou, asantehene (roi) de la confédération Ashanti (fin en 1717)[6].
- Grand Zimbabwe : à la mort du roi du Boutoua, Dombo, le nouveau Monomotapa, Mhandé Pedro, obtient un sursis. Il abandonne sa capitale pour la région de Tete. Avant la fin du siècle, le successeur du Changamiré Dombo reprend l’offensive et impose un tribut au Monomotapa. La dynastie des Changamiré règne sur la région jusqu’en 1830[7].
- Les commerçants portugais sont expulsés du royaume Manyika au Zimbabwe actuel par les troupes du Changamiré Dombo[8].
- Première dévaluation au Japon[9].

### Europe
- 8 et 18 février, guerre de Morée : victoires ottomanes dans deux batailles navales, livrées aux Vénitiens dans le canal de Chios[10]. Les Ottomans reprennent Chios après six mois d’occupation vénitienne.
- 15 mars-29 avril : accord entre la Savoie et la France, préparés par le maréchal français Tessé et le savoyard Gropello. La France accepte le démantèlement ou la restitution de Casal et de Pignerol[11]. Les honneurs royaux seront rendus aux ambassadeurs savoyards à Versailles une fois les relations diplomatiques rétablies. Des noces sont prévues entre Marie-Adélaïde, fille du duc de Savoie et le duc de Bourgogne, petit-fils de Louis XIV.
- 24 mai : Guillaume III d'Orange débarque en Hollande[12]. De juin à septembre, il obtient de beaux succès militaire grâce aux subsides anglais. Il s'embarque pour l'Angleterre le 19 octobre[13].
- 25 juin : siège de Casal par les alliés de la Ligue d'Augsbourg[11].

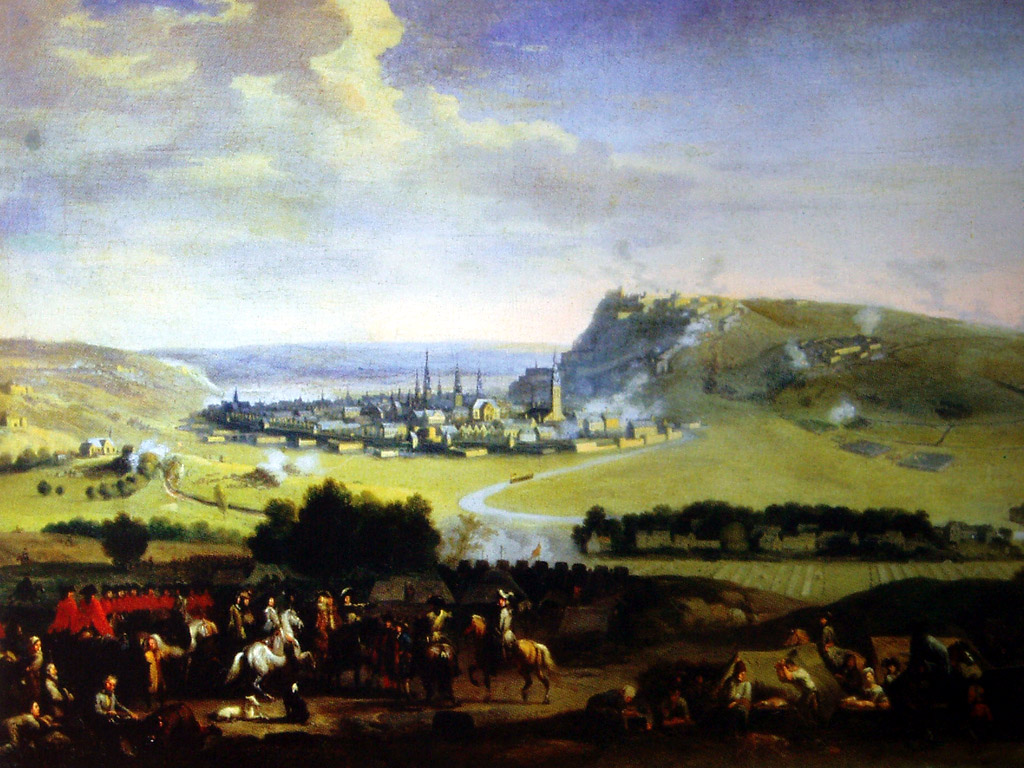
- : Siège de Namur

- 1er juillet : siège de Namur par Guillaume d'Orange et Coehoorn. La garnison du maréchal de Bouflers capitule le 1er septembre et quitte la ville le 6 septembre[14].
- 14 juillet : nouveau bombardement de Saint-Malo par l'amiral Berkeley[14].
- 17 juillet : fondation de la Banque royale d’Écosse[15].
- 18 juillet : constitution Sanctimmus. Innocent XII crée la Congrégation sur la discipline régulière, ou Congrégation de l’État des réguliers[16].
- 11 août : échec du bombardement de Dunkerque par la flotte anglaise[14].
- 13-15 août: prétextant une action de représailles à la suite des bombardements anglais sur les côtes françaises, le maréchal de Villeroy bombarde et incendie Bruxelles pour le compte de Louis XIV, rasant la Grand-Place et une grande partie de la ville, dans une tentative de distraire les troupes alliées qui assiègent Namur[14].
- 18 septembre : le marquis de Crénant, après accord secret avec le duc de Savoie rend Casal après démolition de ses fortifications. La place est restituée au duc de Mantoue[11].
- 13 octobre : Pierre le Grand échoue dans sa tentative de prendre Azov aux Turcs[17].
- 15 novembre, Portugal : décret prévoyant la peine de mort à quiconque divulguerait les procédés de production du sel[18] (Setúbal et Aveiro).
- 13 décembre : impôt sur les portes et fenêtres en Angleterre[19].

## Naissances en 1695
- 11 février : Françoise de Graffigny, femme de lettres française († 12 décembre 1758).
- 27 février : Miguel Cabrera, peintre espagnol († 16 mai 1768).
- 12 mars : Adrien Manglard : peintre et graveur français († 31 juillet 1760).
- 18 mars : Elias Gottlob Haussmann, peintre portraitiste allemand († 11 avril 1774).
- 19 mars : Christian Seybold, peintre baroque allemand († 28 septembre 1768).
- 31 mars : Mattia Bortoloni, peintre rococo italien († 1750).
- 16 mai : Louis-Urbain Aubert, marquis de Tourny, administrateur d'Ancien Régime, intendant de Limoges et de Bordeaux († 28 novembre 1760).
- 11 août : Michelangelo Unterberger, peintre autrichien († 27 juin 1758).
- 3 septembre : Pietro Locatelli, compositeur et violoniste italien († 30 mars 1764).
- 20 septembre : Claude Charles de Rouvroy de Saint Simon, évêque de Noyon et évêque de Metz († 29 février 1760).
- 15 décembre : José Rodríguez de la Oliva, peintre  et sculpteur espagnol de l'époque baroque († 1777).
- 19 décembre : Andrea Locatelli, peintre paysagiste italien († 19 février 1741).
- 29 décembre : Jean-Baptiste Pater, peintre français († 25 juillet 1736).
- Date inconnue :
- John Hay, 4e marquis de Tweeddale, aristocrate et homme politique écossais († 9 décembre 1762).
- Vers 1695 :
- Luigi Merci, musicien et compositeur probablement issu d'une famille franco-anglaise († vers 1750).

## Décès en 1695
- 4 janvier : François-Henri de Montmorency-Luxembourg, militaire français (° 8 janvier 1628).
- 14 février : Georg von Derfflinger, feld-maréchal allemand (° 20 mars 1606).
- 3 avril : Melchior d'Hondecoeter, peintre néerlandais (° 1636).
- 12 avril : Jean-Baptiste Corneille, peintre et graveur français (° 2 décembre 1649).
- 15 avril : Claude Lancelot, penseur janséniste.
- 13 avril : Jean de La Fontaine, poète et fabuliste français (° 8 juillet 1621).
- 30 mai : Pierre Mignard, peintre français (° 17 novembre 1612).
- 11 juin : André Félibien, architecte et historiographe français (° mai 1619).
- 8 juillet : Christiaan Huygens, savant hollandais (° 14 avril 1629).
- 16 août : Christopher Merrett, médecin et naturaliste britannique (° 16 février 1614).
- 16 novembre : Pierre Nicole, écrivain janséniste français (° 19 octobre 1625).
- 20 novembre : Zumbi Dos Palmares, esclave insurgé brésilien (° 1655).
- 21 novembre : Henry Purcell, compositeur anglais (° 10 septembre 1659).
- Date précise inconnue : Noël Cochin, peintre, dessinateur et graveur à l’eau-forte français (° 22 juin 1622).